# Fisseha Adugna
Fisseha Adugna (født 27. september 1955) var etiopisk diplomat, og tidligere ambassadør i Storbritannien.
Fisseha er født i Fiche, Shoa i Etiopien. Efter gymnasiet (high school), påbegyndte han studierne ved Addis Ababa University, hvor han fik en bacherlorgrad i International politik (International Relations). Han tog senere en mastergrad i Diplomatic Services and International Organisations på Diplomakadamiet i Wien, Østrig.
Fisseha begyndte sin diplomatiske karriere hos det etiopiske udenrigsministerium i 1980, og avancerede over årene på den diplomatiske rangstige. I 1992 blev han flyttet til diplomatisk arbejde på ambassaden i Washington, D.C., men i december 2000 blev han udnævnt Chargé d'affaires på den etiopiske ambassade i London. Han blev udnævnt ambassadør 8. marts 2002.
Fisseha er gift og har 2 børn. Han taler oromo, amharisk, engelsk, fransk og tysk.

## Ekstern henvisning
- Officiel biografi Arkiveret 21. juli 2012 hos  Wayback Machine